# Erotyczne Bajki Chodnikowe
Erotyczne Bajki Chodnikowe – piąty album studyjny polskiej piosenkarki Danuty Stankiewicz wydany w 1993 roku nakładem wytwórni Polmark.

## Lista utworów
Strona a:
1. Naga prawda o niewyżytym Czerwonym Kapturku (Adam Truszkowski - Jerzy Andrzej Masłowski)
2. O tym jak krasnoludki uwiodły Marysię (Bogdan Roszczyk - Jerzy Andrzej Masłowski)
3. Napalona Blanka (Bogdan Roszczyk - Jerzy Andrzej Masłowski)
4. Erotyczne (s)ekscesy Sindbada (Adam Truszkowski - Jerzy Andrzej Masłowski)
5. Janosik i rozpustna Maryna (Bogdan Roszczyk - Jerzy Andrzej Masłowski)

Strona b:
1. Ali Baba i czterdziestu rozpustników (Bogdan Roszczyk- Jerzy Andrzej Masłowski)
2. Sposób na Śpiącą Królewnę (Adam Truszkowski - Jerzy Andrzej Masłowski)
3. Słodka tajemnica Waligóry i Wyrwidęba (Adam Truszkowski - Jerzy Andrzej Masłowski)
4. O tym jak Baba Jaga orgię urządziła (Bogdan Roszczyk - Jerzy Andrzej Masłowski)
5. Wesołego – hop, do łóżka! (Bogdan Roszczyk- Jerzy Andrzej Masłowski)

## Charakterystyka albumu
Album Erotyczne Bajki Chodnikowe Danuty Stankiewicz poświęcony jest w całości erotycznym opowiadaniom przedstawionym w prześmiewczy i kabaretowy sposób. Pomysłodawcą i autorem wszystkich piosenek na płycie był poeta Jerzy Andrzej Masłowski. Muzyką i aranżacją wszystkich piosenek zajęli się Adam Tuszkowski i Bogdan Roszczyk. Wszystkie bajki na płycie zostały napisane specjalnie dla Danuty Stankiewicz i pochodzą tylko z jej repertuaru. Utwory zawarte na albumie zostały zarejestrowane w sierpniu 1992 roku w Studio PASPARTU w Warszawie. Wydania albumu nie promowano żadnymi singlami. Album oryginalnie ukazał się w formie kasety magnetofonowej (Polmark PK 247), natomiast w 2013 ukazała się jego reedycja wydana na płycie kompaktowej przez Fan Media (Fan Media CD 0072).

## Muzycy
- Danuta Stankiewicz – śpiew
- Filip Borowski – recytacje
- Zespół p/k Adama Tuszkowskiego i Bogdana Roszczyka – akompaniament

## Realizatorzy
- Grafika na okładce – Michał Stęzkin
- Opracowanie graficzne – Grzegorz Dworak
- Menager – Andrzej I. Kordela